# ХАЛ 9000
ХАЛ 9000 је суперинтелигентни рачунар из серијала књига Одисеја у свемиру Артура Кларка